# Oederemia gracilis
Oederemia gracilis là một loài bướm đêm trong họ Noctuidae.